# Celebrações de dança e música do Báltico
Os Estados Bálticos compartilham uma tradição festiva que ocorre a cada quatro anos na Lituânia, e a cada cinco na Estônia e Letónia. Tais celebrações se prolongam por vários dias e reúnem muitos milhares de cantores, cujo repertório inclui desde uma extensa gama de antigas canções folclóricas até modernos gêneros musicais bálticos. Tendo se iniciado na Estônia em 1869, estas festividades tornaram-se um importante símbolo da identidade nacional nesse país a partir de 1920, com a independência em relação à Rússia, e prosseguindo apesar do domínio soviética.
As celebrações de dança e música do Báltico foram classificadas pela UNESCO na lista representativa do Património Oral e Imaterial da Humanidade em 2008